# Grand Prix automobile de Grande-Bretagne 2020
GP précédent GP suivant
Le Grand Prix automobile de Grande-Bretagne 2020 (Formula 1 Pirelli British Grand Prix 2020) disputé le 2 août 2020 sur le circuit de Silverstone, est la 1022e épreuve du championnat du monde de Formule 1 courue depuis 1950, à l'endroit où se disputa aussi la première d'entre-elles le 13 mai 1950. Il s'agit de la soixante-et-onzième édition du Grand Prix de Grande-Bretagne comptant pour le championnat du monde de Formule 1, la cinquante-quatrième disputée sur le circuit de Silverstone et de la quatrième manche du championnat 2020.
Les dix premières courses de la saison ayant été reportées ou annulées en raison de la pandémie de Covid-19, la direction de la Formule 1 publie le 2 juin un calendrier pour les huit premières épreuves où la manche anglaise est déplacée au début août ; le circuit accueille deux courses en deux week-ends, le Grand Prix du 70e anniversaire étant organisé le 9 août.
Les Mercedes W11 peintes en noir se montrent à nouveau intouchables dans l'exercice des qualifications où Lewis Hamilton bat deux fois le record de la piste en réalisant la 91e pole position de sa carrière, sa troisième consécutive en 2020, devenant ainsi le seul pilote à compter sept départs en tête à Silverstone et dans un Grand Prix à domicile. Il devance de 313 millièmes de seconde son coéquipier Valtteri Bottas après sa deuxième tentative en Q3 ; à plus d'une seconde, Max Verstappen réalise le troisième temps pour partir en deuxième ligne devant Charles Leclerc qui considère sa quatrième place sur la grille au volant de sa Ferrari SF1000 comme « inespérée ». Auteur du cinquième temps, Lando Norris est aux côtés de Lance Stroll en troisième ligne, devant Carlos Sainz Jr., Daniel Ricciardo en quatrième ligne; suivis d'Esteban Ocon et Sebastian Vettel, dixième à plus de deux secondes d'Hamilton.
Menant, pour la vingtième fois de sa carrière, la course de bout en bout, Lewis Hamilton s'impose sur trois roues : dans le dernier tour, il crève à l'avant-gauche, comme son coéquipier Valtteri Bottas et Carlos Sainz deux boucles avant lui. Le pneu avant-gauche de Bottas explosant alors qu'il vient de passer la ligne droite des stands au cinquantième tour, il doit parcourir tout le circuit dans ces conditions avant de regagner son garage. L'avance d'Hamilton est telle qu'il peut parcourir son ultime demi-tour de circuit sur trois roues, au ralenti, pour remporter la 87e victoire de sa carrière, sa troisième consécutive de la saison. Cette septième victoire à Silverstone lui permet de battre le record du nombre de succès lors de son Grand Prix national qu'il codétenait avec Alain Prost (six succès au Grand Prix de France). En prenant 25 points d'avance à Bottas, qui a roulé à moins de deux secondes derrière lui durant toute la course et termine hors des points, Hamilton possède désormais un avantage de 30 points sur son coéquipier.
Max Verstappen aurait pu gagner si, après avoir dépassé Bottas en difficulté, il ne s'était pas arrêté dans l'avant-dernière boucle, sa deuxième place désormais assurée, pour chausser des pneus tendres et obtenir le meilleur tour en course ; ce passage au stand lui coûte la victoire puisqu'il échoue à cinq secondes du vainqueur. Charles Leclerc, bien que longtemps isolé à la quatrième place, finit sur le podium grâce à la bonne gestion de son train de pneus durs avec une voiture bénéficiant de très peu d'appui pour gagner en performance.
Lors d'une épreuve ponctuée au début par deux sorties de la voiture de sécurité, les Renault se montrent à leur avantage au sein du peloton, avec plusieurs dépassements qui permettent à Daniel Ricciardo de se classer quatrième et à Esteban Ocon de prendre la sixième place, derrière Lando Norris qui suivait son coéquipier Sainz, victime d'une crevaison alors qu'il était cinquième. Au volant de son AlphaTauri, Pierre Gasly réalise une belle course pour se classer septième. Alexander Albon, dernier en début de course et pénalisé de cinq secondes pour avoir percuté et éliminé Kevin Magnussen au départ, remonte jusqu'à la huitième place. En difficulté avec sa Racing Point RP20, Lance Stroll voit plusieurs pilotes le dépasser et termine neuvième. Enfin, Sebastian Vettel, qui a vécu une course pénible, cédant aux attaques de Gasly puis d'Albon en fin d'épreuve, ne doit le point de sa dixième place qu'aux crevaisons de Bottas et de Sainz. Après son passage par les stands, Bottas tente d'ailleurs de lui subtiliser ce point dans les ultimes virages mais le pilote allemand se défend chèrement.
Avec 88 points, Lewis Hamilton prend le large au classement du championnat du monde tandis que Valtteri Bottas (58 points) voit Max Verstappen se rapprocher à six points. Lando Norris (36 points) conserve sa quatrième place mais Charles Leclerc (33 points) le menace après son deuxième podium de la saison. Chez les constructeurs Mercedes continue sa course en tête avec 146 points devant Red Bull (78 points), McLaren (51 points), Ferrari (43 points), Racing Point (42 points) et Renault (32 points). Seule l'écurie Williams n'a pas encore marqué dans ce championnat.

## Contexte avant le Grand Prix

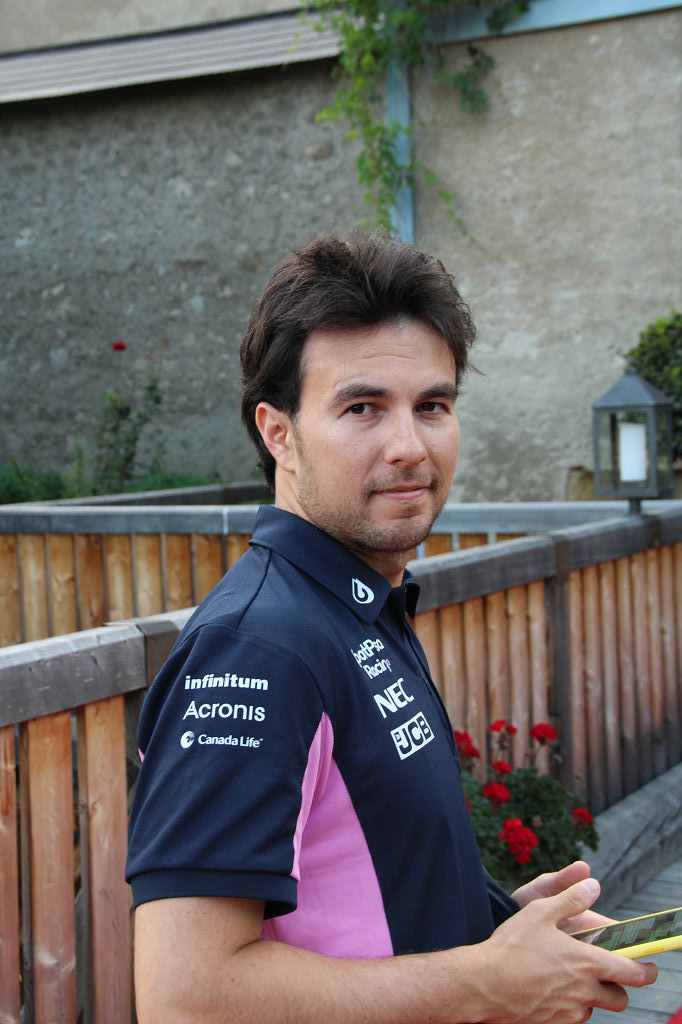
Sergio Pérez, positif à la maladie à coronavirus 2019 et placé en quarantaine, n'est pas autorisé à prendre le départ du Grand Prix.

Lewis Hamilton, qui totalise six victoires dans son Grand Prix national, détient un record qu'il partage avec Alain Prost (six victoires au Grand Prix de France). Il est donc en mesure en décrochant un septième succès à Silverstone, de devenir le seul détenteur de ce record particulier.
Le 30 juillet, le pilote mexicain Sergio Pérez est déclaré positif à la maladie à coronavirus 2019. Immédiatement placé en quarantaine, il n'est pas autorisé à prendre le départ du Grand Prix. Le Mexicain déclare : « Comme vous le savez, j'ai été testé positif pour le Covid-19. Je suis extrêmement triste, certainement l'un des jours les plus tristes de ma carrière. La quantité de préparation que nous avons mise ce weekend pour être prêt à 100 %, je savais que j'avais une super voiture avec moi, que l’équipe avait fait un travail fantastique. Je suis vraiment triste que cela se soit produit mais cela montre à quel point nous sommes tous vulnérables à ce virus. Je suis toutes les instructions de la FIA, de mon équipe. Après la Hongrie, j'ai pris un avion privé pour le Mexique pour voir ma mère pendant deux jours parce qu'elle avait eu un gros accident. Donc, dès qu'elle a quitté l'hôpital, j'ai pu la voir. Puis je suis rentré en Europe, de la même manière, avec tous les protocoles en place. Et je viens d'avoir ce virus, je ne sais pas d'où. Je n'ai aucun symptôme. Cela montre donc à quel point nous sommes tous vulnérables à cela. »
Racing Point F1 Team, qui possède deux pilotes de réserve mis à disposition par Mercedes, choisit néanmoins Nico Hülkenberg pour le remplacer. En effet, Stoffel Vandoorne est déjà sur les lieux du prochain ePrix de Berlin de Formule E, tandis qu'Esteban Gutiérrez, bien que présent à Silverstone, n'a pas encore réactivé sa superlicence par un roulage de 300 kilomètres (bien que la FIA indique qu'elle serai clémente concernant les conditions du remplacement). Hülkenberg, qui a disputé 177 Grands Prix depuis  2010 sans monter sur le podium, avait déjà piloté pour cette écurie (alors encore appelée Force India) en 2012, puis entre 2014 et 2016 avant de rejoindre Renault qui a mis fin à son contrat à l'issue de la saison 2019.

## Pneus disponibles
| Pneus pour piste sèche | Pneus pour piste sèche | Pneus pour piste sèche | Pneus pluie    | Pneus pluie |
| ---------------------- | ---------------------- | ---------------------- | -------------- | ----------- |
| Durs (Type C1)         | Médiums (Type C2)      | Tendres (Type C3)      | Intermédiaires | Pluie       |

## Essais libres

### Première séance, le vendredi de 11 h à 12 h 30
| Pos. | Pilote          | Voiture                   | Chrono         | Écart     |
| ---- | --------------- | ------------------------- | -------------- | --------- |
| 1    | Max Verstappen  | Red Bull-Honda            | 1 min 27 s 422 |           |
| 2    | Lewis Hamilton  | Mercedes                  | 1 min 27 s 896 | + 0 s 474 |
| 3    | Lance Stroll    | Racing Point-BWT Mercedes | 1 min 28 s 004 | + 0 s 582 |
| 4    | Alexander Albon | Red Bull-Honda            | 1 min 28 s 129 | + 0 s 707 |
| 5    | Charles Leclerc | Ferrari                   | 1 min 28 s 221 | + 0 s 799 |
| 6    | Valtteri Bottas | Mercedes                  | 1 min 28 s 519 | + 1 s 097 |

- Remplaçant Sergio Pérez au pied levé, Nico Hülkenberg réalise, pour son retour au volant d'une monoplace de Formule 1, le neuvième temps à 1 s 170 de Verstappen[6].
- Victime d'un incident technique sur sa SF1000, Sebastian Vettel ne boucle pas le moindre tour lors de ces premiers essais libres[6].

### Deuxième séance, le vendredi de 15 h à 16 h 30
| Pos. | Pilote           | Voiture                   | Chrono         | Écart     |
| ---- | ---------------- | ------------------------- | -------------- | --------- |
| 1    | Lance Stroll     | Racing Point-BWT Mercedes | 1 min 27 s 274 |           |
| 2    | Alexander Albon  | Red Bull-Honda            | 1 min 27 s 364 | + 0 s 090 |
| 3    | Valtteri Bottas  | Mercedes                  | 1 min 27 s 431 | + 0 s 157 |
| 4    | Charles Leclerc  | Ferrari                   | 1 min 27 s 570 | + 0 s 296 |
| 5    | Lewis Hamilton   | Mercedes                  | 1 min 27 s 581 | + 0 s 307 |
| 6    | Carlos Sainz Jr. | McLaren-Renault           | 1 min 27 s 820 | + 0 s 546 |

### Troisième séance, le samedi de 12 h à 13 h
| Pos. | Pilote           | Voiture                   | Chrono         | Écart     |
| ---- | ---------------- | ------------------------- | -------------- | --------- |
| 1    | Valtteri Bottas  | Mercedes                  | 1 min 25 s 873 |           |
| 2    | Lewis Hamilton   | Mercedes                  | 1 min 26 s 011 | + 0 s 138 |
| 3    | Max Verstappen   | Red Bull-Honda            | 1 min 26 s 173 | + 0 s 300 |
| 4    | Lance Stroll     | Racing Point-BWT Mercedes | 1 min 26 s 576 | + 0 s 703 |
| 5    | Carlos Sainz Jr. | McLaren-Renault           | 1 min 26 s 664 | + 0 s 791 |
| 6    | Charles Leclerc  | Ferrari                   | 1 min 26 s 771 | + 0 s 898 |

## Séance de qualifications

### Résultats des qualifications
| Pos.                                                                                      | Pilote             | Écurie                    | Qualifications 1 | Qualifications 2 | Qualifications 3 |
| ----------------------------------------------------------------------------------------- | ------------------ | ------------------------- | ---------------- | ---------------- | ---------------- |
| 1                                                                                         | Lewis Hamilton     | Mercedes                  | 1 min 25 s 900   | 1 min 25 s 347   | 1 min 24 s 303   |
| 2                                                                                         | Valtteri Bottas    | Mercedes                  | 1 min 25 s 801   | 1 min 25 s 015   | 1 min 24 s 616   |
| 3                                                                                         | Max Verstappen     | Red Bull-Honda            | 1 min 26 s 115   | 1 min 26 s 144   | 1 min 25 s 325   |
| 4                                                                                         | Charles Leclerc    | Ferrari                   | 1 min 26 s 550   | 1 min 26 s 203   | 1 min 25 s 427   |
| 5                                                                                         | Lando Norris       | McLaren-Renault           | 1 min 26 s 855   | 1 min 26 s 420   | 1 min 25 s 782   |
| 6                                                                                         | Lance Stroll       | Racing Point-BWT Mercedes | 1 min 26 s 243   | 1 min 26 s 501   | 1 min 25 s 839   |
| 7                                                                                         | Carlos Sainz Jr.   | McLaren-Renault           | 1 min 26 s 715   | 1 min 26 s 149   | 1 min 25 s 965   |
| 8                                                                                         | Daniel Ricciardo   | Renault                   | 1 min 26 s 677   | 1 min 26 s 339   | 1 min 26 s 009   |
| 9                                                                                         | Esteban Ocon       | Renault                   | 1 min 26 s 396   | 1 min 26 s 252   | 1 min 26 s 209   |
| 10                                                                                        | Sebastian Vettel   | Ferrari                   | 1 min 26 s 469   | 1 min 26 s 455   | 1 min 26 s 339   |
| 11                                                                                        | Pierre Gasly       | AlphaTauri-Honda          | 1 min 26 s 343   | 1 min 26 s 501   |                  |
| 12                                                                                        | Alexander Albon    | Red Bull-Honda            | 1 min 26 s 565   | 1 min 26 s 545   |                  |
| 13                                                                                        | Nico Hülkenberg    | Racing Point-BWT Mercedes | 1 min 26 s 327   | 1 min 26 s 566   |                  |
| 14                                                                                        | Daniil Kvyat       | AlphaTauri-Honda          | 1 min 26 s 774   | 1 min 26 s 744   |                  |
| 15                                                                                        | George Russell     | Williams-Mercedes         | 1 min 26 s 732   | 1 min 27 s 092   |                  |
| 16                                                                                        | Kevin Magnussen    | Haas-Ferrari              | 1 min 27 s 158   |                  |                  |
| 17                                                                                        | Antonio Giovinazzi | Alfa Romeo-Ferrari        | 1 min 27 s 164   |                  |                  |
| 18                                                                                        | Kimi Räikkönen     | Alfa Romeo-Ferrari        | 1 min 27 s 366   |                  |                  |
| 19                                                                                        | Romain Grosjean    | Haas-Ferrari              | 1 min 27 s 643   |                  |                  |
| 20                                                                                        | Nicholas Latifi    | Williams-Mercedes         | 1 min 27 s 705   |                  |                  |
| Temps minimal à réaliser pour la qualification : 1 min 31 s 807 (107 % de 1 min 25 s 801) |                    |                           |                  |                  |                  |

### Grille de départ
- Daniil Kvyat, auteur du quatorzième temps des qualifications, est pénalisé d'un recul de cinq places sur la grille en raison d'un changement de sa boîte de vitesses à la suite d'un problème découvert lors du Grand Prix précédent ; il s'élance de la dix-neuvième place[10],[11].
- George Russell, auteur du quinzième temps des qualifications, est pénalisé d'un recul de cinq places sur la grille pour ne pas avoir respecté un double drapeau jaune déclenché par la sortie de piste, en Q1, de son coéquipier Nicholas Latifi ; il s'élance de la vingtième et dernière place[12],[13].

## Course

### Classement de la course
| Pos. | no | Pilote             | Écurie                    | Tours | Temps/Abandon                                              | Grille | Points |
| ---- | -- | ------------------ | ------------------------- | ----- | ---------------------------------------------------------- | ------ | ------ |
| 1    | 44 | Lewis Hamilton     | Mercedes                  | 52    | 1 h 28 min 01 s 283 (208,721 km/h)                         | 1      | 25     |
| 2    | 33 | Max Verstappen     | Red Bull-Honda            | 52    | + 5 s 856                                                  | 3      | 18 + 1 |
| 3    | 16 | Charles Leclerc    | Ferrari                   | 52    | + 18 s 474                                                 | 4      | 15     |
| 4    | 3  | Daniel Ricciardo   | Renault                   | 52    | + 19 s 650                                                 | 8      | 12     |
| 5    | 4  | Lando Norris       | McLaren-Renault           | 52    | + 22 s 277                                                 | 5      | 10     |
| 6    | 31 | Esteban Ocon       | Renault                   | 52    | + 26 s 937                                                 | 9      | 8      |
| 7    | 10 | Pierre Gasly       | AlphaTauri-Honda          | 52    | + 31 s 188                                                 | 11     | 6      |
| 8    | 23 | Alexander Albon    | Red Bull-Honda            | 52    | + 32 s 670 (dont 5 s de pénalité effectué dans les stands) | 12     | 4      |
| 9    | 18 | Lance Stroll       | Racing Point-BWT Mercedes | 52    | + 37 s 311                                                 | 6      | 2      |
| 10   | 5  | Sebastian Vettel   | Ferrari                   | 52    | + 41 s 857                                                 | 10     | 1      |
| 11   | 77 | Valtteri Bottas    | Mercedes                  | 52    | + 42 s 167                                                 | 2      |        |
| 12   | 63 | George Russell     | Williams-Mercedes         | 52    | + 52 s 004                                                 | 20     |        |
| 13   | 55 | Carlos Sainz Jr.   | McLaren-Renault           | 52    | + 53 s 370                                                 | 7      |        |
| 14   | 99 | Antonio Giovinazzi | Alfa Romeo-Ferrari        | 52    | + 54 s 205 (dont 5 s de pénalité)                          | 15     |        |
| 15   | 6  | Nicholas Latifi    | Williams-Mercedes         | 52    | + 54 s 549                                                 | 18     |        |
| 16   | 8  | Romain Grosjean    | Haas-Ferrari              | 52    | + 55 s 050                                                 | 17     |        |
| 17   | 7  | Kimi Räikkönen     | Alfa Romeo-Ferrari        | 51    | + 1 tour                                                   | 16     |        |
| Abd. | 26 | Daniil Kvyat       | AlphaTauri-Honda          | 11    | Accident                                                   | 19     |        |
| Abd. | 20 | Kevin Magnussen    | Haas-Ferrari              | 1     | Accrochage avec Albon                                      | 14     |        |
| Np.  | 27 | Nico Hülkenberg    | Racing Point-BWT Mercedes | 0     | Embrayage                                                  |        |        |

### Pole position et record du tour
- Pole position :  Lewis Hamilton (Mercedes) en 1 min 24 s 303 (251,564 km/h)[15].
- Meilleur tour en course :  Max Verstappen (Red Bull-Honda) en 1 min 27 s 097 (243,494 km/h) au cinquante-deuxième tour ; deuxième de la course, il remporte le point bonus associé au meilleur tour en course[16].

### Tours en tête
- Lewis Hamilton (Mercedes) : 52 tours (1-52)[17]

## Classements généraux à l'issue de la course
| Pos. | Pilote             | Écurie                    | Points |
| ---- | ------------------ | ------------------------- | ------ |
| 1    | Lewis Hamilton     | Mercedes                  | 88     |
| 2    | Valtteri Bottas    | Mercedes                  | 58     |
| 3    | Max Verstappen     | Red Bull-Honda            | 52     |
| 4    | Lando Norris       | McLaren-Renault           | 36     |
| 5    | Charles Leclerc    | Ferrari                   | 33     |
| 6    | Alexander Albon    | Red Bull-Honda            | 26     |
| 7    | Sergio Pérez       | Racing Point-BWT Mercedes | 22     |
| 8    | Lance Stroll       | Racing Point-BWT Mercedes | 20     |
| 9    | Daniel Ricciardo   | Renault                   | 20     |
| 10   | Carlos Sainz Jr.   | McLaren-Renault           | 15     |
| 11   | Esteban Ocon       | Renault                   | 12     |
| 12   | Pierre Gasly       | AlphaTauri-Honda          | 12     |
| 13   | Sebastian Vettel   | Ferrari                   | 10     |
| 14   | Antonio Giovinazzi | Alfa Romeo-Ferrari        | 2      |
| 15   | Daniil Kvyat       | AlphaTauri-Honda          | 1      |
| 16   | Kevin Magnussen    | Haas-Ferrari              | 1      |

| Pos. | Écurie                    | Points |
| ---- | ------------------------- | ------ |
| 1    | Mercedes                  | 146    |
| 2    | Red Bull-Honda            | 78     |
| 3    | McLaren-Renault           | 51     |
| 4    | Ferrari                   | 43     |
| 5    | Racing Point-BWT Mercedes | 42     |
| 6    | Renault                   | 32     |
| 7    | AlphaTauri-Honda          | 13     |
| 8    | Alfa Romeo-Ferrari        | 2      |
| 9    | Haas-Ferrari              | 1      |

## Statistiques
Le Grand Prix de Grande-Bretagne 2020 représente :
- la 91e pole position de Lewis Hamilton[20] ;
- la 87e victoire de Lewis Hamilton, sa troisième en quatre courses depuis le début de la saison[21] ;
- la 106e victoire de Mercedes en tant que constructeur[22] ;
- la 192e victoire de Mercedes en tant que motoriste[23].

Au cours de ce Grand Prix :
- Avec une septième pole position à Silverstone, Lewis Hamilton bat le record de départs en tête pour son Grand Prix national ; il devance Ayrton Senna, parti à six reprises de la pole position du Grand Prix du Brésil, sur les circuits de Jacarepaguá et Interlagos[24] ;
- Pour la 20e fois de sa carrière, Lewis Hamilton mène un Grand Prix de bout-en-bout ; il bat le précédent record d'Ayrton Senna[25] ;
- Lewis Hamilton passe la barre des 3 500 points inscrits en Formule 1 (3 519 points inscrits)[26] ;
- Max Verstappen atteint la barre des 1 000 points inscrits en Formule 1[27] ;
- Emanuele Pirro (37 départs en Grands Prix de Formule 1, 3 points inscrits entre 1989 et 1991 et quintuple vainqueur des 24 Heures du Mans en 2000, 2001, 2002, 2006 et 2007) est nommé conseiller auprès des commissaires de course par la FIA pour les aider dans leurs jugements[28].